# Захарія Катерина Андріївна
Катерина Андріївна Захарія (27 серпня 1926, с. Добрівляни Дрогобицького р-ну — 1 серпня 2012) — українська лікарка і науковиця.

## Життєпис
Навчалася у початковій сільській школі, а згодом в українській приватній гімназії у Дрогобичі, яку завершила у березні 1944 р. Восени цього ж року вступила на лікувальний факультет Львівського державного медичного інституту (ЛДМІ). Як відмінниця після закінчення навчання в 1949 р. здала вступні екзамени в аспірантуру до проф. І. Г. Федорова, зав. каф. патфізіології ЛДМІ. Однак до зарахування Міністерством в кінці року виїхала на працю за призначенням в районну місцевість Стрілки, тоді Дрогобицької області. Там займала посаду зав. поліклініки, а водночас лікаря-ґінеколога. На завершення аспірантури у 1953 р. захистила кандидатську дисертацію з проблем виникнення і перебігу запалення.
У 1952 одружилася з фармакологом, проф., д.м.н. Віталієм Западнюком.
Працює асистенткою ЛДМІ до 1964 р. Разом із сім'єю виїздить в Київ. Там працює в Київському ін-ті вдосконалення лікарів-лаборантів на посадах асистента, доцента, професора. Паралельно досліджує проблему судом, і на тему «Матеріали про механізм судомної готовності» у 1974 р. захищає докторську дисертацію, а у 1982 р. отримала звання професора. У згаданому інститутіті Катерина Захарія була членом Вченої ради для захисту кандидатських і докторських дисертацій до 1985 р.
У 1982 прийняла пропозицію МОЗ повернутися у Львів і при ЛДМІ на факультеті удосконалення лікарів-лаборантів і провізорів організувати кафедру клінічної лабораторної діагностики. З величезними зусиллями Катерина Захарія забезпечила навчання з січня 1983 р. Період її перебування на посту зав. кафедри виявився високопродуктивним. Загально вона опублікувала близько 300 наукових статей, в тому числі 6 монографій, в яких була авторкою і співавторкою. Наприклад, книга «Лабораторные животные» витримала три перевидання. Катерина Захарія отримала 7 авторських свідоцтв і один патент за винаходи в галузі клінічної лабораторної діагностики. Вона подала 40 рацпропозицій для згаданої галузі і отримала медаль «Раціоналізатор України». Під її керівництвом виконано і захищено 6 кандидатських і одна докторська дисертація.
З 1982 по 1999 рр. Катерина Захарія була головою Львівського науково-практичного Товариства клінічної лабораторної діагностики, активізувала його діяльність. Водночас вона залишалася членом Правління Українського та Всесоюзного товариств лікарів — лаборантів, а також членом редколегії журналу «Лабораторна діагностика». Під керівництвом Катерини Захарії кафедра клінічної лабораторної діагностики займала передові місця в ЛДМІ, а в коридорі головного корпусу ЛДМУ ім. Данила Галицького поміщено її великий портрет як засновниці кафедри. Багато лікарів-лаборантів Галичини згадують її змістовні лекції.
Захарія вивчала імунологічну реактивність організму, збудливість нервової системи, схильність організму до судомних нападів. Вона досліджувала механізми порушення мозкового кровообігу і кисневого голодування. Вперше Катерина Захарія обґрунтувала патофізіологічну суть судомної готовності, закономірностей її проявів.
На львівському ґрунті Катерина Захарія залишила вагомі здобутки: вперше організувала кафедру, своїми науковими ідеями підтримала прогрес в галузі діагностики, виховала наукову школу молодих учених, навчила тисячі лікарів-лаборантів сучасним методам клінічної лабораторної діагностики, участю в наукових конференціях прикладала зусиль для поширення знань в галузі діагностики. 3 грудня 2012 кафедрі клінічної лабораторної діагностики ЛДМУ виповнилося 30 років.
У 1999 р. Катерина Захарія повертається в Київ. Тут прийнята на працю в клініко-діагностичну лабораторію Київської міської клінічної лікарні № 8. Захарія не лише вирішувала діагностичні проблеми, але і допомагала медикам лікарні здобувати наукові звання, для персоналу видала посібники з діагностики. Завдяки високій працездатності і знанням, вродженій доброзичливості і оптимізму, Катерина Захарія користувалася в лікарні повагою і симпатією з боку працівників. У цій лікарні вона працювала до останнього дня життя.
Похована у с. Добрівляни.